# Cicirra decemmaculata
Cicirra decemmaculata là một loài nhện trong họ Desidae. Chúng được miêu tả năm 1886 bởi Eugène Simon, và chỉ được tìm thấy ở Australia.